# Julio Perillán
Julio Perillán est un acteur américain d'origine espagnole né le 8 septembre 1973 à Washington (district de Columbia).

## Filmographie
- 2002 : The Decay of Fiction : Acteur
- 2003 : Eden's Curve : Ian
- 2004 : Frágil : David
- 2005 : Malas temporadas de Manuel Martín Cuenca : El Danés (scènes coupées au montage)
- 2006 : Moscow Zero de María Lidón : Alec
- 2006 : The Dark Hour : Pablo
- 2008 : K. Il bandito : Lo spagnolo
- 2008 : Vicky Cristina Barcelona de Woody Allen : Charles
- 2009 : Les Témoins du mal d'Elio Quiroga : Aurelio
- 2010 : Mr. Nice de Bernard Rose
- 2010 : Naufrage : José
- 2010 : Underground : El Novato
- 2011 : Pas de répit pour les damnés : Tipo Esbelto
- 2013 : Anna de Jorge Dorado : Senator Rockford
- 2013 : Viral : Gastón
- 2015 : Extinction de Miguel Ángel Vivas
- 2016 : Anomalous de Hugo Stuven : Agent Jove
- 2016 : Ignace de Loyola de Paolo Dy et Cathy Azanza : Padre Sanchez
- 2016 : Realive de Mateo Gil : Dr Serra
- 2017 : Demonios tus ojos de Pedro Aguilera : Oliver / le demi-frère d'Aurora
- 2017 : Galaxy of Horrors : Alex Talabot (segment 'They Will All Die In Space')
- 2019 : The Kill Team de Dan Krauss : Eugene Torres
- 2019 : Élite (série télévisée) : Sr. Torres